# Puma (vehículo blindado)
El Puma es un vehículo de combate de infantería (VCI) alemán, cuya producción en serie se inició en julio del 2009. Fue diseñado para reemplazar en el servicio a los Marder. La compañía que lidera su producción es Projekt System & Management GmbH (PSM), surgida de la empresa conjunta entre Krauss-Maffei Wegmann y Rheinmetall Landsysteme.
El Puma es considerado de los vehículos de combate blindados más avanzados y ligeros, debido al requerimiento presentado por la Luftwaffe para su transporte aéreo. Sin embargo, a lo largo de su servicio, ha experimentado múltiples problemas técnicos y eléctricos que le han valido entre las tropas el mote «Pannenpanzer» (‘el blindado de las averías’).
El 18 de diciembre de 2022, se publicó en la edición en línea de Der Spiegel que ninguna de las 18 unidades destinadas a prestar servicio en misiones de la OTAN en 2023 había superado las pruebas de operabilidad, quedando todos los vehículos inviables para el servicio. La publicación de la noticia originó una reunión urgente del Gabinete alemán esa misma tarde, ya que los Puma se consideran la «punta de lanza» de los VCI de la OTAN. Según fuentes militares, serán de momento los más antiguos Marder los que reemplazarán a los Pumas, al menos hasta asegurar su plena operabilidad en combate.

## Historia

### Desarrollo
El programa Puma TPB —anteriormente llamado Igel (‘Erizo’) y Panther (‘Pantera’)— se lanzó como un sucesor del proyecto alemán de mediados de los noventa llamado NGP (Neue Gepanzerte Plattformen, ‘Nuevas Plataformas Blindadas’), cuyo objetivo eran lograr un vehículo que pudiese llevar a cabo tareas tan diversas como las de un vehículo de combate de infantería, un transporte blindado de personal (TBP) y un sistema de armas antiaéreo, entre otros, en una sola plataforma. La idea, como en el caso de todos los VCI modernos, era abaratar los costes de producción y mantenimiento, y, de ser necesario, reemplazar o asistir a los tanque de batalla principal en la línea del frente, en escenarios donde más que potencia de fuego y alcance se requiere agilidad y capacidad de transporte, sin sacrificar las características de blindaje y protección ni las de producir fuego suficiente para estos escenarios. El proyecto del NGP se culminó en 2001.
Con muchas lecciones aprendidas, se fueron incorporando dentro del nuevo esquema táctico el concepto denominado neuer Schützenpanzer ("nuevo TBP") en 1998. En el año 2002, el alto mando militar alemán en cabeza del planeamiento del diseño puso una orden para la entrega de cinco vehículos de preproducción y de sus sistemas de transporte y logística, así como de los sistemas de emulación para el entrenamiento de los sirvientes y tripulantes para el final del año 2004. El 8 de noviembre de 2007, se había asignado una partida presupuestal de €3 mil millones para adquirir 405 unidades de Pumas (sin incluir los 5 vehículos de preserie, listos para la entrega al ejército alemán para pruebas).
Ante la conveniencia de los postulados alemanes, otras naciones desarrollaron para sí mismas derivados similares enfatizando la generalización de sistemas, modularidad y la rápida desplegabilidad basada en las capacidades comparables de sus doctrinas tácticas militares comunes de entre sus pares de la OTAN. Ejemplos de esta decisión son también el proyecto norteamericano GCV Infantry Fighting Vehicle (VCG - TPB por sus siglas en español), el proyecto británico FRES y el proyecto germano-holandés TBP Boxer.
El 6 de diciembre de 2010 los primeros dos vehículos de producción en serie fueron entregados a la oficina alemana de pruebas técnicas de calidad y de armamentos (Deutsches Bundesamt für Wehrtechnik und Beschaffung).

### Futuro
Dada la gran antigüedad de los Marder en servicio, la adquisición de nuevos vehículos ha sido unánimemente votada por el pleno de la comisión de asuntos de defensa interina del Bundestag, por lo que, a falta de ofertas de vehículos de transporte blindados de buenas capacidades en el mercado mundial, se está a la espera de la orden de pedido formal para la fabricación del Lobo.
Hasta inicios del 2010, el Marder ha sobrevivido gracias a las constantes actualizaciones desarrolladas, que lo aprovisionan de sistemas hard/softkill para destruir antes de su impacto a misiles antitanque o a granadas propulsadas por cohete hostiles, pero que en un futuro también le permitirían llevar sistemas de blindaje activo/pasivo; actualmente incluso portan sistemas e interfaces para el lanzamiento de misiles antitanque, los cuales se sitúan en el lado derecho de la torreta.
Su gran peso para un vehículo blindado de transporte para tropas le hace, junto a su muy compacta cabina, un firme candidato a modificaciones que mejoren su desempeño, pero no su supervivencia tecnológica.
Destaca en el Puma su estructura modular, a diferencia del Marder, además de su gran sofisticación, aparte del peso elevado.

## Diseño y producción
El Puma, que externamente no es muy diferente de otros TBP existentes, incorpora un número de ventajas y tecnologías aún no probadas, pero que pueden llegar a ser efectivas. La más obvia de éstas es su capacidad de disponer de módulos flexibles para montar en su casco varios kits de blindaje añadido. Otra de sus innovaciones es la cabina: muy compacta y de una sola pieza, que permite la interacción directa de los servidores con la tropa tripulante de este TBP ("cara-a-cara"; como el reemplazar al artillero, al conductor o al comandante en caso de ser necesario) y minimiza el volumen del compartimiento protegido. Asimismo dispone de un sistema de aire acondicionado, un sistema de contramedidas ABQ, ya probado y con sistemas internos de sensores de alerta para la detección de contaminantes nucleares y químicos, y un sistema de supresión de incendios compuesto de agentes no tóxicos. La parte del motor cuenta con su propio sistema supresor de incendios; en esta distribución, la única posición comprometida en caso de un incidente es la del conductor, dada su forma cúbica, localizada en una protuberancia al frente del artillero, en la parte frontal de la torreta.
Una mejora agregada a la cabina de una sola pieza es una torreta doble y asimétrica (véase la foto disponible), donde se puede apreciar un poco fuera del centro de la posición central común de las mismas en otros TBP, en la torreta del Puma en su caso, ésta se encuentra alojada en la parte izquierda del vehículo, con el cañón montado en la parte derecha de la misma, en el eje medio del casco en una posición ligeramente adelantada.
El casco externo (sin la torreta) es muy ligero y de silueta baja para minimizar el impacto de balas, trampillas y hacerlo generalmente con una forma difícil de divisar en el horizonte visual del enemigo. El vehículo totalmente listo para combate inclusive con su carga normal es fácilmente transportable en el transporte aéreo táctico Airbus A400M; con sus 3 tripulantes más 6 ocupantes es comparable a los otros vehículos de características similares en peso, como el norteamericano M2 Bradley y el mismísimo Marder.

### Armamento en dotación

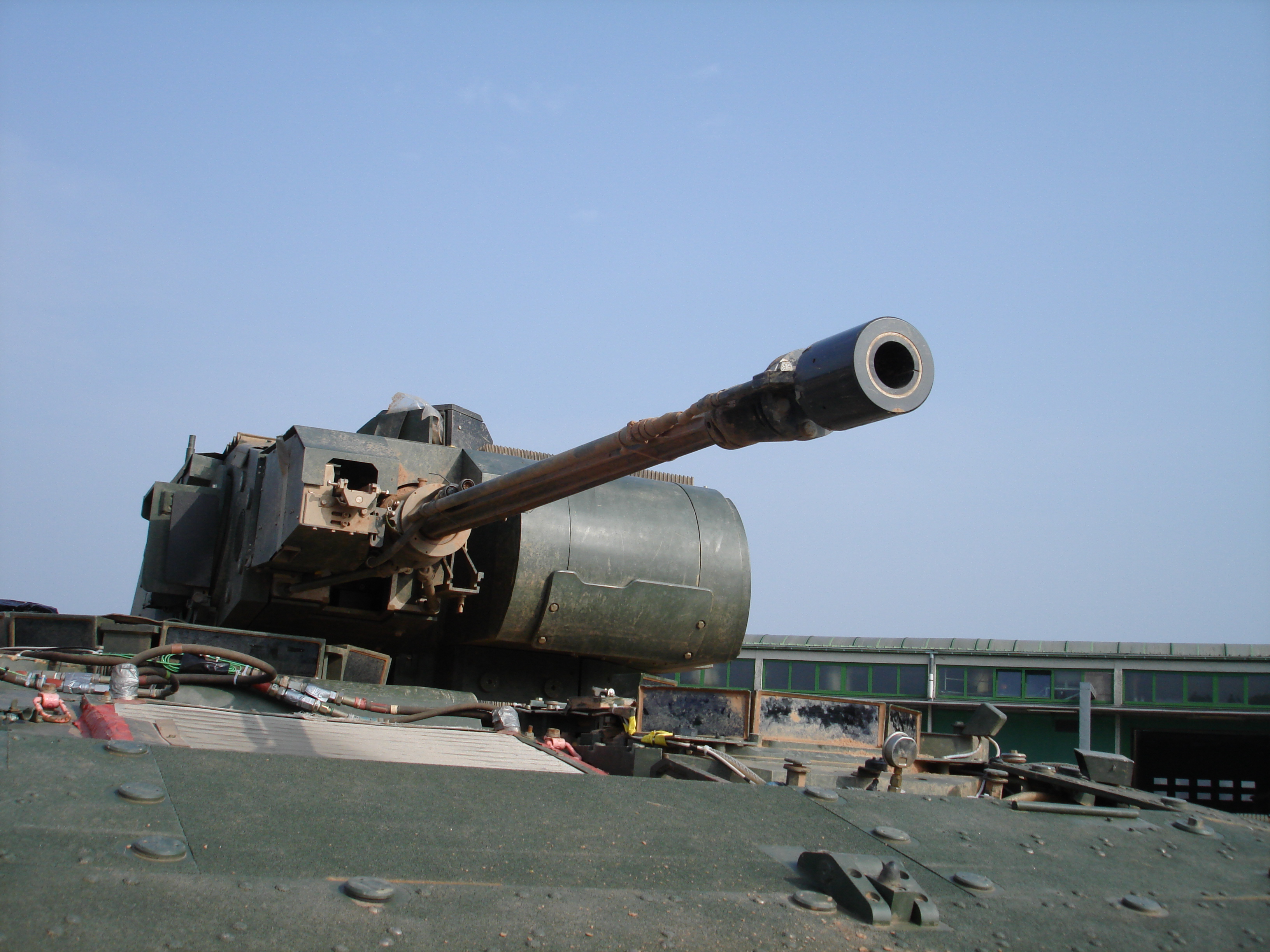
Un cañón Rheinmetall MK 30-2/ABM.

El armamento primario es un cañón calibre 30 mm de la referencia MK 30-2/ABM automático que dispara proyectiles ABM/MTA (munición trazadora antiaérea), con una tasa de fuego de 200 disparos por minuto, y un alcance efectivo de 3000 m. Actualmente dispone de dos tipos de munición en uso, directamente disponibles para el sistema de alimentación dual del cañón. Uno consta de una adaptación subcalibrante, para municiones giroestabilizadas por alerones del tipo APFSDS-T (T por munición trazadora), con altas capacidades en la penetración de blindajes, principalmente para uso contra vehículos blindados medios. La segunda clase es la que le permite disparar sin dispositivos de adaptación munición del calibre, multipropósito, Munición Cinética con Fusible Temporizador (MKFT/KETF por sus siglas en inglés), diseñada con capacidad de impactos al aire (dependiendo de la activación en el fusible detonante) o eyectando un cono de submuniciones mediante el dispositivo subcalibrante mencionado anteriormente. Ambas clases de municiones pueden ser elegidas diferentemente disparo a disparo en cada tiro del cañón desde un cerrojo abierto, lo que hace que el cartucho sea insertado hasta que el disparador sea accionado. La munición cargada para el cañón son 400 cartuchos; 200 listos para el uso y otros 200 almacenados.
El pequeño tamaño de los cartuchos calibre 30 mm, el 30 x 173 mm (para ejemplo en una comparación frente al cartucho de Bofors 40 mm montado en el CV9040) ofrece mayores ventajas dado su reducido tamaño de vaina frente al 40 mm, así como su menor peso y longitud, la gran cantidad de rondas listas para ser disparadas; en contraposición el CV9040 ofrece sólo 24 cartuchos por proveedor.
El armamento secundario es una ametralladora montada coaxialmente, calibre 5,56 mm de la referencia Heckler & Koch MG4; con una capacidad de 850 disparos por minuto, y con un rango efectivo de 1000 m. Los contenedores de la munición almacenan 2 000 cartuchos: 1 000 montados en el arma para ser usados y 1 000 almacenados. Como resulta ser más pequeña que la munición de las armas secundarias actuales, cuyo cartucho estándar es el 7,62 mm para los operadores de la MG ofrece una asombrosa ventaja que es la de poder accionar el arma con la munición de dotación de la infantería transportada en el vehículo. En situaciones donde resulte suficiente el poder de parada del cartucho 5,56 mm, la gran carga de munición del arma principal les permite a los tripulantes del vehículo el usar una o dos veces las cargas de las armas principales. El afuste de la ametralladora puede también montar una MG3 de calibre 7,62 mm.
Para enfrentar carros de combate, helicópteros e incluso edificios de infraestructura como los búnkeres, el Puma puede equiparse con afustes adaptables a la torreta en donde puede montar misiles EuroSpike LR en sistemas de lanzamiento bitubo, donde se pueden portar dos misiles. El misil Spike LR tiene un alcance efectivo hasta los 4000 m y puede ser lanzado en los modos de «dispare y olvide» o «dispare y observe».
En adición al usual sistema de lanzagranadas de ocho tubos, hay anexo otro de respaldo de seis tubos con granadas de calibre 76 mm. en la parte posterior del vehículo para defensa cercana. La puerta trasera de acceso principal se puede abrir a la mitad y les permite a dos de los pasajeros el desplegarse y disparar con un grado de protección moderada.

### Protección
El TPB Puma se ha diseñado para albergar fácilmente un blindaje adicional al de su carrocería. Se pretende que en principio se ofrezca en los vehículos de producción con tres clases de protección que sean intercambiables en parte o totalmente, a necesidad del operador. La protección clase A (Klass A) es la del vehículo, con un peso en orden de combate de 31.5 toneladas métricas y transportable en el A400M. La protección clase C (Klass C) consta de dos paneles laterales de gran tamaño que cubren el espacio total de los flancos del blindado y sirven de faldones para las orugas, un añadido que cubre totalmente a la torreta con planchas de blindaje adicional y planchas para el techo del blindado. Los paneles laterales son integrados por una mezcla de materiales compuestos y de láminas espaciadas. Estas añaden al peso del vehículo otras 9 toneladas de peso al total del blindado. Originalmente se ha diseñado la protección clase B (Klass b) para su transporte por ferrocarril, pero en un estudio posterior se vio que se hacía obvio que el blindaje clase C cumplía de sobra con las condiciones para el transporte del TPB en trenes y carrileras, ya que su peso y tamaño no transgredían los límites establecidos para este fin en Alemania, con lo que los blindajes de la clase B fueron descartados.
El Puma está protegido por el sistema de blindajes AMAP (Advanced Modular Amour Protection), un tipo de blindaje compuesto por materiales laminados de alta tecnología. El módulo AMAP-B es usado para la protección frente a proyectiles de impacto y del tipo cinético, mientras que el AMAP-SC ofrece protección frente a disparos con munición tipo SABOT.
Un grupo de 4 Aeronaves A400M pueden volar con 3 Pumas en la configuración de blindaje clase A al teatro de operaciones, con la cuarta aeronave transportando al equipo de blindaje clase C para los Pumas ya desplegados como equipamiento de carga. Por consiguiente, los Pumas estarían listos para su operación en un corto lapso de tiempo, después de habérseles instalado el blindaje clase C para su despliegue en teatros de operaciones donde tengan que medirse con Carros de Combate Principal (CCP).
El blindaje de serie y básico puede resistir el impacto de armas de corto y medio alcance, como las del armas calibre 14,5 mm ruso y al más poderoso desarrollo ruso de este calibre, el Cartucho Heavy machine gun/HMG de uso común hoy día (y supuestamente más letal que el estándar de facto en armas antiblindados occidentales; el cartucho 12,7 x 99 BMG). El blindaje frontal ofrece protección también frente al impacto de rondas de mediano calibre y proyectiles de carga aletada. En el sistema de protección clase C, los flancos del Puma van cubiertos de blindaje al mismo nivel de protección que el frente del blindado, dejando al techo susceptible a impactos de armas de artillería ligera o proyectiles de mortero.
Los Pumas del Ejército alemán se equiparían con el sistema de contramedidas MUSS, un sistema activo de protección, cuyas siglas simplemente son Multifunktionales Selbstschutz-System (Sistema Multifunción de Autoprotección), que es capaz de enfrentar y destruir Misiles anticarro, minas de alto poder (máximo de 10 kg) y a cargas de proyectiles cinéticos desde cualquier lado, donde puede retener con sus protectores hasta simular el impacto contra 450 mm de acero de alta resistencia inclinado. Gran parte de la cabina y/o de los equipos fundamentales no tiene contacto directo al suelo, incluyendo los asientos, lo que añade cierto grado de seguridad técnica. La totalidad del techo de la cabina dispone de troneras del tipo deslizable, que facilita la apertura manual si están obstruidas por desechos y/o pedazos de algún objeto que bloqueen su apertura normal. El sistema de escapes de gases del motor está junto a las entradas de aire fresco en la parte de atrás del casco. Aparte de estar pintado con un esquema de pinturas especiales infrarrojas supresoras de ciertos espectros fotoluminiscentes, se cree que junto al diseño del casco se reduce su firma infrarroja, dándole al TPB protección extra frente a proyectiles termoguiados y/o sistemas de ataque como el Shtora o el ARENA rusos, que cuentan con sistemas de puntería infrarrojos. 
Otra medida de seguridad adicional para la tripulación es la ubicación de los tanques de combustible principales del vehículo, ya que no se hallan en el interior del casco, sino que están situados fuera del mismo y se encuentran montados en zonas fuertemente blindadas, en emplazamientos cercanos a los conjuntos de tracción, donde hay posibilidades de impacto más altas. Al igual que los carros de combate, se han hecho mejoras sustanciales que le posibilitan al vehículo un grado de protección en caso de impactos directos, y le permiten al blindado un escape hacia posiciones más seguras en caso de haber una brecha. Incluso de ser posible y en caso de una arremetida, el Puma puede actuar como un carro de retaguardia si aún está listo y sin daños sustanciales en su conjunto, lo que lo sitúa como uno de los transportes blindados más protegidos en la actualidad [cita requerida].

### Sensores y sistemas de alerta de situación
El Puma ofrece severas mejoras para su despliegue en situaciones de vigilancia. El periscopio (PERI) está totalmente estabilizado en los 360° de traverso, y cuenta con seis diferentes tipos de aumentos, aparte de disponer para el artillero, conductor o el comandante de un dispositivo de visión directa conectado directamente a este. Para disponer de una línea de visión clara para los componentes ópticos, en el diseño se los sitúa en la parte central de la torreta. Esta es una de las razones de por qué el cañón principal está montado en una posición equidistante al centro del caparazón de la torreta. Por medio de una cámara adicional del tipo CCD, las imágenes de esta línea de visión se pueden transmitir a una de las pantallas del centro de control a bordo del TPB y se pueden reenviar a todas las pantallas de la computadora de a bordo y exhibirse en todos los dispositivos electrónicos de visión del vehículo (como pantallas LCD de los ordenadores de la red interna, LCD's del conductor y otras pantallas acopladas a esta red). Aparte de este hecho, el periscopio ofrece un sistema de visión optrónico-térmico con su respectivo modo y una cámara de ángulo de visión perimetral de 3 aumentos para asistir la conducción, así como un sistema de marcaje de blancos láser. El sistema se puede acoplar en su integridad a un sistema de protección activo/pasivo; asimismo el comandante puede disponer de hasta 5 bloques de equipos de visión. 
Los sistemas ópticos del artillero, que se pueden resguardar íntegramente por medio de una cubierta deslizante, se encuentran dispuestos coaxialmente al armamento principal. El artillero dispone a su vez de sistemas de visualización térmicos con cámaras especiales y un dispositivo de marcaje de blancos láser integrados (similares a los dispuestos en el conjunto PERI) a su conjunto, y un sistema optrónico de visión diurna, rodeado de sistemas de visión y prismáticos de largo alcance integrados en el  bloque. Además de tres dispositivos integrales de imágenes, se hallan otros sistemas de respaldo (como binoculares convencionales). Inclusive los pasajeros en la cabina cuentan con una cubierta y 3 cuerpos de visión en la parte derecha del vehículo, uno de los cuales se ha equipado en un afuste rotante. La cabina trasera dispone de dos pantallas electrónicas para la visualización del exterior.
Aparte de todos estos aditamentos, el Puma ha sido equipado con cinco cámaras externas adicionales en la parte trasera, que se encuentran en afustes montados para la protección de estos equipos, y que cuando no son usados constantemente por los tripulantes se guardan en cajas especiales. Aparte del sistema óptico de periscopios para la visión, hay un sistema de respaldo de visión directa, accesible únicamente por el comandante o el artillero (pero accesibles indirectamente por cámaras CCD), para todos los dispositivos optotrónicos de imágenes que puedan ser interconectados, y desplegados en cualquier pantalla electrónica que esté interconectada con el hub de datos del vehículo. Las provisiones para la cabina trasera le permite a los pasajeros el estar más activos en asistir las operaciones del vehículo y más que en cualquier otro; ya que están cercanos a los equipos de visión y a las troneras, o pueden observar uno o más de los equipos optrónicos. La tripulación entera cuenta con acceso al equipo de intercomunicadores interno.

### Movilidad
Tradicionalmente, las doctrinas militares contemplan que los transportes blindados de personal interactúen junto a los carros de combate principal en el campo de batalla. En la realidad, muchos TBP no disponen de la suficiente capacidad móvil de la que dispone un CCP en combate, así como su velocidad. El Puma aclama estar cercano a ser un TBP que tenga esta capacidad con una serie de nuevas y prometedoras tecnologías. Primeramente es compacto, de peso ligero, y va equipado con una motorización de MTU diésel. Ese motor es inusualmente potente con al menos 800 kW de potencia nominal, y que lo hace el TBP con la motorización más eficiente y poderosa vista actualmente.[cita requerida] Siendo el peso máximo de combate de 43 toneladas (con protección adicional del tipo klass C), dispone de una elevadísima relación peso/potencia kW/t; más que el Leopard sea el 1 o 2 el CCP con el que se supone se despliegue y suplemente.
Los prototipos de pruebas del vehículo disponían de orugas de seis ruedas acopladas a una caja de marchas y usan una suspensión del tipo hidroneumática que le permite cruzar a campo traviesa sin vías pavimentadas, aparte de que limita la fatiga general de la tripulación; causada por los desniveles e imperfecciones de la vía al aminorar los impactos y vibraciones así como el ruido. Los trenes de rodaje son ligeramente asimétricos, y van montados cercanos uno del otro en el frente. Esto se hace con el fin de contrabalancear el desnivel de pesos entre el frente y la trasera del casco, un hecho inevitable a causa del pesado blindaje frontal, así como de la ubicación frontal de la parte motriz y de varios sistemas de control situados en el frente. Las orugas con un ancho de 500 mm; y compuestas de paneles de acero fabricados por Diehl son de una nueva construcción y diseño, que las hace más livianas que en diseños previos.
Los iniciales vehículos de producción en serie disponían de orugas dotadas de cinco ruedas simétricas, diferentes a las de seis que se vieron en fotos del fabricante.

## Operadores actuales

### Operadores actuales
- Alemania

El Puma ha estado en servicio con el ejército alemán desde abril de 2015. Se han entregado 345 vehículos al 31 de octubre de 2020. Originalmente se ordenaron 405, pero el 11 de julio de 2012 el pedido se redujo a 350. En junio de 2019, el ejército alemán obtuvo la financiación por un segundo lote de 210 Pumas.

## Operadores potenciales

### Posibles usuarios futuros
- Canadá

El Departamento de la Defensa Nacional está considerando el adquirir un vehículo capaz de acompañar al Leopard 2A6 CAN en sus misiones de combate en Afganistán. Dentro de los candidatos a seleccionarse está el CV 90, el Puma y el VBCI. De ser firmado, se comprarían y/o producirían bajo licencia cerca de 108 con una opción para otros 30 más.

### Consideraciones rechazadas
- Estados Unidos

A finales de la década de 2000, el Ejército de los Estados Unidos estaba buscando un reemplazo para su flota de vehículos M113 y sus M2 Bradley bajo el Ground Combat Vehicle (GCV) (anteriormente Ground Combat Vehicle Program, BCT). Con modificaciones sustanciales y la posibilidad de manufacturarlo bajo licencia, la firma SAIC en colaboración con Boeing participó en el concurso ofreciendo una variante derivada del Puma como uno de los contendientes para reemplazar al Bradley. El modelo, sin embargo, no logró ganar el concurso, por lo que se presentó un recurso en agosto de 2011 ante el Comité de los Servicios Armados del Senado estadounidense, que también fue rechazado unos meses después. La principal preocupación de los evaluadores se centraba en las características de protección del vehículo, y sobre todo su sistema de protección activa, además de otra veintena de «debilidades significativas». Sin embargo, en diciembre de 2013, tras una serie de mejoras, la Oficina Presupuestaria del Congreso (CBO), que había favorecido activamente la adquisición de blindados sobre su fabricación en Estados Unidos, dictaminó que el Puma era el vehículo más capaz para asumir la tarea, y que su compra ahorraría 14,8 mil millones de dólares a las arcas públicas. Expertos del ejército, sin embargo, encontraron la capacidad menor del Puma en cantidad de tropas transportadas por vehículo —la cual requeriría el despliegue de 5 vehículos por 4 de los actuales Bradley— el mayor argumento para mantener su rechazo, y de hecho concluyeron que ninguna opción extranjera ofrecía una solución satisfactoria para reemplazar el blindado estadounidense.

### Vehículos similares
- Marder
- Lynx
- ZBD-97
- K-200/KIFV
 K-21 IFV
- M2/M3 Bradley
- AIFV
- /ASCOD Pizarro/ULAN
- AMX-10P
- Achzarit
  Namera
  Namer
  Nemer
- TAM VCTP
- Dardo
- Tipo 89 VCI
- VCI Anders
- FV510 Warrior
- BMP-3
  BMP-T
 BTR-T
- Bionix VCI
- CV90/CV9030/CV9040